# Гайер, Карл
Карл Га́йер (нем. Karl Geyer; 24 марта 1899, Вена — 21 февраля 1998) — австрийский футболист, играл на позиции полузащитника. По завершении игровой карьеры — тренер, возглавлял сборную Австрии.
Выступал, в частности, за венский клуб «Аустрия», а также национальную сборную Австрии.
Двукратный чемпион Австрии, четырёхкратный обладатель Кубка Австрии.

## Клубная карьера
Во взрослом футболе дебютировал в 1919 году выступлениями за клуб «Винер Атлетик», в котором провел один сезон.
В 1920 году перешел в клуб «Аустрия» (Вена), за который отыграл 8 сезонов. За это время дважды завоевывал титул чемпиона Австрии, становился обладателем Кубка Австрии. Завершил профессиональную карьеру футболиста выступлениями за команду «Аустрия» (Вена) в 1928 году.

## Выступления за сборную
В 1921 году дебютировал в официальных матчах в составе национальной сборной Австрии. В течение карьеры в национальной команде, которая длилась 8 лет, провел в ее форме 17 матчей.

## Карьера тренера
Начал тренерскую карьеру сразу же по завершении карьеры игрока, в 1928 году, возглавив тренерский штаб клуба «Винер Атлетик». В 1934 году стал главным тренером команды «Ваккер» (Вена), тренировал венскую команду одиннадцать лет.
Впоследствии в течение 1938-1939 годов возглавлял тренерский штаб клуба «Бранн» из Норвегии. В 1945 году принял предложение поработать в клубе «Аустрия» (Вена), однако проработал менее года.
Последним местом тренерской работы была сборная Австрии, главным тренером которой Карл Гайер был с 1955 по 1956 год.
Умер 21 февраля 1998 года на 99-м году жизни.

## Достижения
- Чемпион Австрии (2):

«Винер Аматёр»: 1923/24, 1925/26
- Обладатель Кубка Австрии (4):

«Винер Аматёр»: 1920/21, 1923/24, 1924/25, 1925/26

## Статистика выступлений
| Клуб             | Сезон            | Лига | Лига | Кубок Австрии | Кубок Австрии | Итого | Итого |
| Клуб             | Сезон            | Игры | Голы | Игры          | Голы          | Игры  | Голы  |
| ---------------- | ---------------- | ---- | ---- | ------------- | ------------- | ----- | ----- |
| Донауштадт       | 1918/19          | 2    | 6    | 0             | 0             | 2     | 6     |
| Донауштадт       | Итого            | 2    | 6    | 0             | 0             | 2     | 6     |
| ВАК              | 1919/20          | 13   | 2    | 1             | 0             | 14    | 2     |
| ВАК              | Итого            | 13   | 2    | 1             | 0             | 14    | 2     |
| Винер Аматёр     | 1920/21          | 18   | 1    | 5             | 0             | 23    | 1     |
| Винер Аматёр     | 1921/22          | 22   | 0    | 5             | 1             | 27    | 1     |
| Винер Аматёр     | 1922/23          | 23   | 0    | 0             | 0             | 23    | 0     |
| Винер Аматёр     | 1923/24          | 20   | 1    | 6             | 3             | 26    | 4     |
| Винер Аматёр     | 1924/25          | 19   | 0    | 0             | 0             | 19    | 0     |
| Винер Аматёр     | 1925/26          | 17   | 0    | 5             | 0             | 22    | 0     |
| Винер Аматёр     | 1926/27          | 20   | 0    | 5             | 0             | 25    | 0     |
| Винер Аматёр     | 1927/28          | 21   | 0    | 2             | 0             | 23    | 0     |
| Винер Аматёр     | Итого            | 160  | 2    | 28            | 4             | 188   | 6     |
| ВАК              | 1928/29          | 0    | 0    | 0             | 0             | 0     | 0     |
| ВАК              | 1929/30          | 5    | 0    | 1             | 0             | 6     | 0     |
| ВАК              | 1930/31          | 5    | 0    | 4             | 0             | 9     | 0     |
| ВАК              | Итого            | 10   | 0    | 5             | 0             | 15    | 0     |
| Всего за ВАК     | Всего за ВАК     | 23   | 2    | 6             | 0             | 29    | 2     |
| Всего за карьеру | Всего за карьеру | 185  | 10   | 34            | 4             | 219   | 14    |